# 九月の恋と出会うまで
『九月の恋と出会うまで』（くがつのこいとであうまで）は、松尾由美による恋愛小説。それを原作とした同名映画が2019年に公開された。

## あらすじ
2004年の夏の事だった。北村志織は旅行代理店で働く27歳のOL。カメラが趣味の志織は現像液の匂いで住んでいたマンションで隣人とトラブルになっていた。ある時、雑貨屋で出会ったクマのぬいぐるみに勧められたような気がして引っ越しを決意。苦情の出ない新居を探し始める。よそでは入居を断られ、不動産屋に勧められたのは芸術活動をしている人だけが借りられる一風変わったアパート「アビタシオン・ゴトー」。新居に引っ越し生活を始めたある日、志織がクマのぬいぐるみのバンホーに話しかけていると、壁にある誰もいないはずのエアコンの穴の向こうから笑い声が聞こえてきた。声の主は小説家志望の隣人の平野進。しかも彼は1年後の2005年の秋から志織に話しかけているという。そして2005年の平野は志織に2004年の平野を尾行するように頼んでくる。

## 書籍情報
- 単行本 - 新潮社 ISBN 978-4-104-73302-6（2007年2月21日）
- 文庫本 - 双葉社 ISBN 978-4-575-51870-2 （2016年2月10日）

2007年に新潮社より単行本が出版され、2016年に全国のTSUTAYAの書店員が絶版した書籍の中から選ぶ「今、本当にオススメしたい文庫」恋愛部門第1位に輝き、TSUTAYA復刊プロデュース文庫の第一弾として双葉社より再出版された。

## 映画
2019年3月1日に全国公開。監督は山本透、主演は高橋一生と川口春奈。上映館数は248。週末興行ランキングでは初登場で11位だった。

### キャスト
- 平野進：高橋一生

小説家を目指している営業マン。
- 北村志織：川口春奈

平野の住むマンションの隣人。OL。
- 倉：浜野謙太
- 祖父江：中村優子
- 香穂：川栄李奈
- 森秋真一：古舘佑太郎
- 権藤：ミッキー・カーチス

### スタッフ
- 原作：松尾由美「九月の恋と出会うまで」（双葉文庫）
- 監督：山本透
- 脚本：草野翔吾、山田麻以、山本透
- 音楽：Evan Call
- 主題歌：androp「Koi」（image world / ZEN MUSIC）[5]
- 製作：今村司、戸塚源久、瀬井哲也、池田宏之、谷和男、山本浩、田中祐介、吉川英作、中西一雄、佐竹一美
- エグゼグティブプロデューサー：伊藤響
- プロデューサー：星野恵、宇田川寧
- 撮影：飯田佳之
- 照明：岩切弘治
- 特機：奥田悟
- 録音：岩丸恒
- 美術：倉本愛子
- 装飾：前屋敷恵介
- スタイリスト：浜井貴子
- メイク：加藤まり子
- 編集：相良直一郎
- VFXプロデューサー：侭田日吉
- VFXスーパーバイザー：荻島秀明
- 音響効果：佐藤祥子
- 助監督：吉田和弘
- 制作担当：田島啓次、高橋輝光
- キャスティング：安生泰子
- ラインプロデューサー：的場明日香
- 宣伝プロデューサー：遠藤正広
- 配給：ワーナー・ブラザース映画
- 制作プロダクション：ダブ
- 企画・製作幹事：日本テレビ放送網
- 製作：映画「九月の恋と出会うまで」製作委員会（日本テレビ放送網、双葉社、バップ、ワーナー・ブラザース映画、読売テレビ放送、博報堂、GYAO、日本出版販売、カルチュア・エンタテインメント、ダブ、札幌テレビ放送、宮城テレビ放送、静岡第一テレビ、中京テレビ放送、広島テレビ放送、福岡放送）

## 漫画
めちゃコミックにて双葉社KoiYuiレーベルより独占先行配信され、単行本は双葉社ジュールコミックスより2019年2月に発売。上下巻。
作画は、菅田うりによる。